# بوشكين (مدينة)
بوشكين (بالروسية: Пушкин) هي إحدى مدن روسيا في الكيان الفدرالي الروسي سانت بطرسبرغ.

## المناخ
يظهر الجدول التالي التغييرات المناخية على مدار السنة لبوشكين:
| البيانات المناخية لـبوشكين        | البيانات المناخية لـبوشكين | البيانات المناخية لـبوشكين | البيانات المناخية لـبوشكين | البيانات المناخية لـبوشكين | البيانات المناخية لـبوشكين | البيانات المناخية لـبوشكين | البيانات المناخية لـبوشكين | البيانات المناخية لـبوشكين | البيانات المناخية لـبوشكين | البيانات المناخية لـبوشكين | البيانات المناخية لـبوشكين | البيانات المناخية لـبوشكين | البيانات المناخية لـبوشكين |
| الشهر                             | يناير                      | فبراير                     | مارس                       | أبريل                      | مايو                       | يونيو                      | يوليو                      | أغسطس                      | سبتمبر                     | أكتوبر                     | نوفمبر                     | ديسمبر                     | المعدل السنوي              |
| --------------------------------- | -------------------------- | -------------------------- | -------------------------- | -------------------------- | -------------------------- | -------------------------- | -------------------------- | -------------------------- | -------------------------- | -------------------------- | -------------------------- | -------------------------- | -------------------------- |
| الدرجة القصوى °م (°ف)             | 8.6 (47.5)                 | 10.2 (50.4)                | 14.9 (58.8)                | 25.3 (77.5)                | 30.9 (87.6)                | 34.6 (94.3)                | 35.3 (95.5)                | 33.5 (92.3)                | 30.4 (86.7)                | 21.0 (69.8)                | 12.3 (54.1)                | 10.9 (51.6)                | 35.3 (95.5)                |
| متوسط درجة الحرارة الكبرى °م (°ف) | −2.3 (27.9)                | −1.4 (29.5)                | 4.1 (39.4)                 | 9.2 (48.6)                 | 16.1 (61.0)                | 20.5 (68.9)                | 22.2 (72.0)                | 20.6 (69.1)                | 14.6 (58.3)                | 8.5 (47.3)                 | 1.8 (35.2)                 | −0.7 (30.7)                | 9.4 (48.9)                 |
| المتوسط اليومي °م (°ف)            | −6.5 (20.3)                | −6.0 (21.2)                | −1.4 (29.5)                | 4.4 (39.9)                 | 10.9 (51.6)                | 15.8 (60.4)                | 17.7 (63.9)                | 16.4 (61.5)                | 11.0 (51.8)                | 5.6 (42.1)                 | −0.1 (31.8)                | −3.9 (25.0)                | 5.2 (41.4)                 |
| متوسط درجة الحرارة الصغرى °م (°ف) | −7.9 (17.8)                | −7.7 (18.1)                | −2.9 (26.8)                | 1.6 (34.9)                 | 7.1 (44.8)                 | 11.9 (53.4)                | 14.0 (57.2)                | 13.0 (55.4)                | 8.0 (46.4)                 | 3.7 (38.7)                 | −2.1 (28.2)                | −5.5 (22.1)                | 2.8 (37.0)                 |
| أدنى درجة حرارة °م (°ف)           | −35.9 (−32.6)              | −35.2 (−31.4)              | −29.9 (−21.8)              | −21.8 (−7.2)               | −6.6 (20.1)                | 0.1 (32.2)                 | 4.9 (40.8)                 | 1.3 (34.3)                 | −3.1 (26.4)                | −12.9 (8.8)                | −22.2 (−8.0)               | −34.4 (−29.9)              | −35.9 (−32.6)              |
| الهطول مم (إنش)                   | 40 (1.6)                   | 31 (1.2)                   | 35 (1.4)                   | 33 (1.3)                   | 38 (1.5)                   | 64 (2.5)                   | 78 (3.1)                   | 77 (3.0)                   | 67 (2.6)                   | 65 (2.6)                   | 56 (2.2)                   | 49 (1.9)                   | 633 (24.9)                 |
| المصدر:                           |                            |                            |                            |                            |                            |                            |                            |                            |                            |                            |                            |                            |                            |

## مدن التوأمة
- أثينا, اليونان
- أنابولس, الولايات المتحدة
- بيتولا, مقدونيا, since 2005
- براونشفايغ, ألمانيا
- فالانس, فرنسا, since 2010
- Valdai, روسيا, since 2000
- فايمار, ألمانيا
- فرساي, فرنسا
- ورسستر, الولايات المتحدة, since 1987
- غلاسكو, المملكة المتحدة
- Grunwald, ألمانيا
- Dzyaotszo, الصين
- جلونا غورا, بولندا
- إفريا, إيطاليا
- إيماترا, فنلندا
- كاندية, اليونان
- كالامازو, الولايات المتحدة, since 1992
- كامبريه, فرنسا, since 2003
- كمبريا, المملكة المتحدة
- كاستل غوفريدو, إيطاليا
- كيرافا, فنلندا
- Corfu, اليونان
- لابينرنتا, فنلندا
- لاهتي, فنلندا
- Loukhsky District, جمهورية كاريليا, روسيا, since 1999
- مانتوفا, إيطاليا, since 1993
- مقاطعة ناسو, الولايات المتحدة, since 1996
- نوفوبولوتسك, بيلاروسيا, since 2003
- Neukölln, ألمانيا, since 1991
- نورتينغن, ألمانيا
- أوغانو [الفرنسية]‏, اليابان, since 1999
- أولومنسك, روسيا, since 1997
- آلبورغ, الدانمارك, since 1976
- ريثيمنو, اليونان, since 1996
- سيماي, كازاخستان, since 1995
- ستراتفورد, المملكة المتحدة
- طراغونة, إسبانيا, since 1997
- تولتشيا, رومانيا
- هينولا, فنلندا, since 1997
- تسيربست, ألمانيا, since 1994
- شتتين, بولندا

## أعلام
- سيرغي ميرونوف
- نيقولا الثاني إمبراطور روسيا
- لودفيغ ستروف
- فيودور إيفانوفيتش تيوتشيف
- فلاديمير كابل